# Selenium
A Selenium webalkalmazások automatikus tesztelésére szolgáló keretrendszer, melyet a ThoughtWorks cég ír, és szabad szoftverként az Apache 2.0 licenc alatt ad ki. Ez széles körben használható eszköz és az egyik legismertebb nyílt forrású teszteszköz.
Seleniummal lehetséges egy webalkalmazásra való hatások felvétele és ezek tetszőlegesen gyakran történő automatikus ellenőrzése. Ez különösen a webalkalmazás-fejlesztők számára csökkentheti a szükséges munkaidőt, például internetes ívek kitöltésekor, így a tesztelést gyorsítja, rugalmasabbá és megbízhatóbbá teszi.
A Selenium csak HTML-en és JavaScripten alapul. Gyors belépéshez telepíthető a Selenium-IDE például Firefox-bővítményként: a felhasználó a Firefoxszal kommunikál, a Selenium felveszi és újra lejátssza a tesztet.

## Története
A Seleniumot Jason Huggins hozta létre 2004-ben weblaptesztelésre szolgáló belső programként a ThoughtWorksnél. Később egyre több dolgozó csatlakozott a programhoz, míg végül Paul Hammant a program fejlesztését a mai „Selenium Remote Control“ (RC) felé vezette.
2007-ben Huggins a Google céghez ment, ahol a programot más dolgozókkal együtt fejlesztette tovább és javította. Ugyanekkor Simon Stewart a ThoughtWorksnél létrehozta a Webdrivert. Mivel a két projekt fejlesztőinek nem tűnt értelmesnek két eltérő projekt használata, végül a két projektet „Selenium Webdriver” vagy „Selenium 2.0” néven egyesítették.
2008-ban Philippe Hanrigou létrehozta a Selenium Gridet, mely lehetővé tette több Selenium-példány tetszőleges számú számítógépen való futását. Ez a nagy tesztstruktúrák futásidejét csökkentette.
A Selenium név Huggins azon felismeréséből jött, hogy a Mercury e-mailjére azzal válaszol, hogy a higanymérgezés (angolul: mercury poisoning) szelén (angolul: selenium) bevitelével gyógyítható.

## Változatok

### Selenium 3
A Selenium 3.0 2016. október 13. óta elérhető. Ebben az alábbi változások jelentek meg:
- Java: legalább Java 8 szükséges.
- Webdriver: hibajavítások és egyszerű frissítés lehetséges 2.x-ről.
- Selenium Grid: hibajavítások és egyszerű frissítés lehetséges 2.x-ről.
- Webdriver-API-k: csak ezek támogatottak.
- Selenium RC-API-k: nem támogatottak már, egy „legacy” csomag részei.
- Firefox-támogatás: Firefox 47.0.1-től szükséges a Mozilla GeckoDriver.

## Részei

### Selenium Core
A Core modul a Selenium alapfunkcióit, a tesztparancs-API-t és a TestRunnert tartalmazza. Használatával a TestRunner.html weblap több böngészőn is nyitható. Így eltérő böngészőkkel végezhetők kompatibilitási tesztek.

### Selenium IDE
A Selenium IDE Google Chrome-, Microsoft Edge- és Mozilla Firefox-bővítmény, mellyel közvetlenül a böngészőben egy webalkalmazással való interakcióval vehetők fel tesztesetek, és ezek újrajátszhatók a böngészőben. A tiszta felvétel–újrajátszás funkciók mellett a verifyjal és az asserttel ellenőrzések is végezhetők. Továbbá a tesztesetek lépésenkénti lejátszása, a töréspontok beállítása tesztesetek ellenőrzéseként és a megosztott tesztek újbóli használata is támogatott. Az egyes tesztesetek kombinálhatók tesztcsomagokká.

### Selenium Remote Control (RC) (elavult)
Az RC elavult modul, mely egy szerverpéldányt ad proxyként. E szervert Selenium Client-illesztőprogram irányítja. Ez különböző programozási nyelveken (például Java, .NET, Perl, PHP, Python, Ruby) történhet. Java esetén ezen esetek például JUnittal vagy TestNG-vel kivitelezhetők. GUI-tesztek automatizálása is lehetséges folyamatos integráció mellett.
A Selenium 2-ben az ekkor elavultnak jelölt Selenium RC-t felváltotta a Selenium WebDriver, a Selenium 3-ban az RC „legacy”-csomagba került, és nem tölthető le a projekt lapjáról.

### Selenium WebDriver
A Selenium WebDriver a Selenium Remote Control utódja. Elfogad parancsokat Selenese-ben vagy a kliens API-ban. Megjelent benne a HtmlUnit, ami a 3.0 verziótól nem része a WebDrivernek. Ez egy grafikus megjelenítő nélküli böngésző. BrowserDriveren keresztül is megvalósult, ez a legfrissebb böngészőket támogatja.

### Selenium Grid
A Selenium Grid a Selenium RC kiterjesztése, és lehetővé teszi tesztek párhuzamos végrehajtását több szerveren a tesztidőtartam csökkentésére. A Selenium Client-illesztőprogram a Selenium Hubbal lép kapcsolatba a Selenium-szerver helyett. A Hub a teszteket szabad szervereken futtatja. A Selenium RC-n elérhető tesztesetek kis változtatásokkal futtathatók Selenium Griddel. A tesztesetek mindkét esetben párhuzamosan futtathatók, például TestNG-vel.

## Használat
Számos tesztszoftver épül Seleniumra, például:
- Protractor, keretrendszer AngularJS-alkalmazások végpontok közti tesztelésére,
- WebTester, GUI-tesztek automatizálására szolgáló keretrendszer,
- Appium, nyílt forrású tesztautomatizáló eszköztár natív és hibrid mobilalkalmazásokhoz,
- BrowserStack, felhőalapú tesztplatform mobil és asztali internetes alkalmazásokhoz

## Fordítás
Ez a szócikk részben vagy egészben  a   Selenium című német Wikipédia-szócikk ezen változatának fordításán alapul.  Az eredeti cikk szerkesztőit annak laptörténete sorolja fel. Ez a jelzés csupán a megfogalmazás eredetét és a szerzői jogokat jelzi, nem szolgál a cikkben szereplő információk forrásmegjelöléseként.